# Driver: Parallel Lines
 (juin 2019).
Si vous disposez d'ouvrages ou d'articles de référence ou si vous connaissez des sites web de qualité traitant du thème abordé ici, merci de compléter l'article en donnant les références utiles à sa vérifiabilité et en les liant à la section « Notes et références ».
Driver Parallel Lines est un jeu vidéo de course-poursuites développé par Reflections Interactive et publié par Atari Inc. en 2006 sur PlayStation 2, Windows et Xbox. Le jeu est sorti sur Wii en 2007.
C'est le quatrième épisode de la série Driver, débuté sur PlayStation et Windows.
Annoncé en mai 2005 à l'E3, Driver: Parallel Lines tente de renouer ses liens avec les joueurs après les nombreuses critiques négatives à l'encontre de DRIV3R. Ce quatrième épisode a reçu un accueil critique plutôt mitigé positivement.

## Univers

### Histoire
L'histoire débute en 1978, à New York. Un jeune homme de 18 ans, surnommé "The Kid" (Terry Kid) arrive dans un quartier du Bronx. Il espère, en débarquant dans la Grosse Pomme, devenir rapidement riche, quels que soient les moyens. Son pote, Ray, âgé de 21 ans, présente TK à un dénommé Slink. Ce dernier va faire de TK son chauffeur personnel. Au bout de quelques missions toutes plus crapuleuses les unes que les autres, Slink lui fait connaître un certain "le Mexicain". Tandis que TK fait d'autres missions pour ce "mexicain", il fera la rencontre de Bishop, un ex-militaire, lié à Slink et le Mexicain. Cet homme va lui confier la mission de sortir Candy, un autre membre du groupe, de prison. TK réussi avec brio. Slink, le Mexicain, Candy et Bishop sont en vérité dirigés par Corrigan, un chef d'une grande autorité. Ces cinq hommes organisent le "coup du siècle". D'après les estimations de Corrigan, la Coke sera la "drogue des années 80". Mais il y a un concurrent : un certain Rafael Martinez. Le groupe décide de l'enlever, TK suit. Lorsque Martinez est enlevé, c'est TK qui doit ramener la rançon. Lorsqu'il ramène l'argent, changement de plan. En vérité, Corrigan est le chef de la police. Ce dernier tirera deux balles dans la poitrine de TK avant de s'en aller avec l'argent et le groupe. TK survivra, et sera amené aux urgences. Lorsqu'il sera sur pied, il sera condamné à 28 ans de prison. Il purgera sa peine à la prison de Sing-Sing (situé au nord de New York, non visible dans le jeu).
28 ans plus tard, en 2006, âgé de 46 ans, TK sort de prison, ayant purgé sa peine. Il a décidé de se venger. Il commencera par le Mexicain, travaillant dans une salle d'arcade. Même si ce dernier est aidé par quelques "amis", il sera abattu. Mais sa vengeance est loin d'être terminée. TK rendra visite à Slink, après laquelle sera engagée une courte poursuite, aboutissant sur la mort de Slink. Ensuite, TK, aidé par Maria Martinez, la fille de Rafael Martinez, qui fut abattu en même temps que TK par Corrigan, ira chez Candy. Drogué par deux de ses gardes du corps, il parviendra quand même à rattraper Candy, qui s'échappe de chez lui, entraînant une fastidieuse poursuite. Candy mourra dans sa voiture. Puis, après une ruée d'attaques d'hommes armées de Bishop, il sera invité par celui-ci, pour un combat "à la loyale". En se rendant à la résidence de son ennemi, il sera emmené dans le jardin de Bishop. Le combat est inégal : TK à moto, Bishop en tank. TK réussira à tuer son ennemi, grâce à un lance-roquettes. TK n'a plus qu'à abattre Corrigan. Mais, étant donné qu'il est chef de police, il est très difficile à approcher. En se rendant chez Ray, avec qui il partage son logement, il tombe sur Corrigan invité par Ray qui sera tué par Corrigan. Corrigan s'enfuira. Mais TK n'abandonne pas. Il se rend à sa planque, où il rencontrera des dizaines de gardes du corps, qu'il tuera sans problème. Corrigan s'échappe en hélicoptère. TK part à sa poursuite, et descend l'hélicoptère. Corrigan encourage TK à le tuer mais il est condamné à la prison à vie...

### Personnages
Dans cet épisode, The Kid « TK » remplace Tanner. Il était assisté par Ray, le propriétaire du garage et Maria martinez qui veut venger son père  Raphaël Martinèz dit « Le Colombien », antagoniste du jeu.

## Système de jeu
Le joueur n'incarne plus le charismatique Tanner, mais Terry Kid, un jeune homme de 18 ans qui collectionne les petits boulots de chauffeur à travers New York. L'action du jeu se déroule à New York en 1978 puis, dans sa seconde partie, en 2006, toujours à New York. Driver 76, se déroulant toujours à New York, est sorti en 2007 sur PSP puis sur PS Vita en téléchargement en 2009.

## Nouveautés
Par rapport à ses prédécesseurs, Driver Parallel Lines propose diverses nouveautés :
- Un nouveau système d'infraction ;
- Le Tuning ;
- Le système de missions libres ;
- Les étoiles jaunes.

Le concept de pouvoir changer d'époque est aussi très intéressant mais les différences à travers la ville entre 1978 et 2006 sont minimes. En 2006, la ville de New York ressemble d'ailleurs plus à une ville européenne qu'à la vraie ville de  New York.